# Барнум (тауншип, Миннесота)
Барнум (англ. Barnum) — тауншип в округе Карлтон, Миннесота, США. На 2000 год его население составило 978 человек.

## География
По данным Бюро переписи населения США площадь тауншипа составляет 119,6 км², из которых 116,5 км² занимает суша, а 3,1 км² — вода (2,58 %).

## Демография
По данным переписи населения 2000 года здесь находились 978 человек, 375 домохозяйств и 281 семья.  Плотность населения —  8,4 чел./км².  На территории тауншипа расположено 576 построек со средней плотностью 4,9 построек на один квадратный километр. Расовый состав населения: 97,65 % белых, 0,61 % коренных американцев, 0,31 % азиатов, 0,10 % — других рас США и 1,33 % приходится на две или более других рас. Испанцы или латиноамериканцы любой расы составляли 1,23 % от популяции тауншипа. 25,6 % населения составляли немцев, 15,4 % шведов, 13,3 % финнов, 12,2 % норвежцев и 6,1 % ирландцев по данным переписи населения 2000 года.
Из 375 домохозяйств в 31,7 % воспитывались дети до 18 лет, в 68,0 % проживали супружеские пары, в 4,3 % проживали незамужние женщины и в 24,8 % домохозяйств проживали несемейные люди. 21,3 % домохозяйств состояли из одного человека, при том 6,7 % из — одиноких пожилых людей старше 65 лет. Средний размер домохозяйства — 2,61, а семьи — 2,99 человека.
26,3 % населения — младше 18 лет, 6,6 % — в возрасте от 18 до 24 лет, 27,7 % — от 25 до 44, 27,3 % — от 45 до 64, и 12,1 % — старше 65 лет. Средний возраст — 39 лет. На каждые 100 женщин приходилось 110,3 мужчин.  На каждые 100 женщин старше 18 приходилось 109,0 мужчин.
Средний годовой доход домохозяйства составлял 42 679 долларов, а средний годовой доход семьи —  51 016 долларов. Средний доход мужчин —  37 574 доллара, в то время как у женщин — 23 594. Доход на душу населения составил 18 776 долларов. За чертой бедности находились 4,5 % семей и 7,9 % всего населения тауншипа, из которых 13,5 % младше 18 и 5,0 % старше 65 лет.